# Chilla katna
Nel mondo della musica classica indiana, viene definito chilla o chilla katna un periodo rituale di completo isolamento, durante il quale il musicista si dedica esclusivamente all'esercizio dello strumento, e vive completamente in funzione della musica. 
Alcuni musicisti arrivano a trascorrere periodi anche molto lunghi, attraverso diversi gradi di isolamento; altri concepiscono il loro chilla come un periodo più breve, ma in isolamento totale e sistematico, perlopiù per 40 giorni. Indipendentemente dalle sue forme, il chilla è considerato essere un'esperienza in grado di trasformare non solo la musica dell'allievo, ma la sua intera esistenza. La pratica del chilla è estesamente usata nella scuola Punjab Gharana della tabla, ma è comunque diffusa anche presso altre scuole, come la Imdadkhani Gharana.
Abdul Karim Khan, cantante di scuola Kirana Gharana, ha così descritto il chilla: "è come accendere i fornelli sotto la tua esistenza. O cuoci, o bruci. Se cuoci, tutti saranno in grado di godere del tuo sapore, altrimenti di te non rimarrà che un mucchio di cenere". (Guided Tour into a Fabulous World, The Music Magazine, 2001)
Tra i chilla più notevoli, si ricorda quello di Imdad Khan, che si narra durò ben dodici anni.